# 技研製作所
株式会社技研製作所（ぎけんせいさくしょ）は高知県高知市に本社を置く油圧式杭圧入引抜機や機械式駐車場などを製造する機械メーカーである。

## 沿革
- 1967年 - 高知技研コンサルタント創業。
- 1971年 - 高知技研コンサルタントを株式会社に法人化。
- 1978年 - 株式会社技研製作所設立。
- 1991年 - 株式を店頭登録。
- 1993年 - 大阪証券取引所第2部に上場。
- 2013年 - 東京証券取引所と大阪証券取引所の現物市場の統合により、東京証券取引所第2部に上場。
- 2017年 - 東証第1部へ市場変更。
- 2020年 - 経済産業省によって新グローバルニッチトップ企業100選に選定される[1][2]。
- 2022年 - 東京証券取引所の市場区分の再編により、東証プライム市場へ移行。

## 主力製品
- 油圧式杭圧入引抜機
- GRBシステム®機器
- 機械式駐車場
- 超小型EV専用機械式駐車場
- 機械式駐輪場
- 可搬式駐輪システム

## 製造拠点
- 高知本社工場（高知県高知市）
- 高知第二工場（高知県高知市）
- 高知第三工場（高知県香南市）
- 東京工場（東京都足立区）
- 関東工場（千葉県浦安市）
- 関西工場（兵庫県丹波市）

## 関連会社
- 株式会社技研施工
- シーアイテック株式会社
- Giken Europe B.V.（オランダ）
- Giken Seisakusho Asia Pte., Ltd.（シンガポール）
- Giken America Corporation（米国）